# São João da Canabrava
São João da Canabrava est une municipalité brésilienne située dans l'État du Piauí.